# Petra Senánszky
Petra Senánszky (Debrecen, 10 de enero de 1994) es una deportista húngara que compite en natación (estilo libre), natación con aletas y salvamento acuático.
Ganó tres medallas en el Campeonato Europeo de Natación de 2024, oro en 50 m libre y 4 × 100 m libre y bronce en 4 × 100 m estilos mixto.
Además, en los Juegos Mundiales consiguió siete medallas en natación con aletas y dos medallas en salvamento acuático, entre los años 2017 y 2025.
Estudió Biología en la Universidad de Debrecen.

## Palmarés internacional
| Campeonato Europeo | Campeonato Europeo | Campeonato Europeo | Campeonato Europeo      |
| Año                | Lugar              | Medalla            | Prueba                  |
| ------------------ | ------------------ | ------------------ | ----------------------- |
| 2024               | Belgrado (Serbia)  | Medalla de oro     | 50 m libre              |
| 2024               | Belgrado (Serbia)  | Medalla de oro     | 4 × 100 m libre         |
| 2024               | Belgrado (Serbia)  | Medalla de bronce  | 4 × 100 m estilos mixto |